# Liran Strauber
Liran Strauber (hebr. לירן שטראובר, ur. 20 sierpnia 1974 w Kirjat Ono) – izraelski piłkarz grający na pozycji bramkarza. Od 2011 roku jest zawodnikiem klubu Maccabi Petach Tikwa.

## Kariera klubowa
Swoją karierę piłkarską Strauber rozpoczął w klubie Hapoel Tel Awiw. W sezonie 1992/1993 zadebiutował w jego barwach w pierwszej lidze izraelskiej. W sezonie 1993/1994 występował w drugiej lidze, w Hapoelu Kirjat Ono. W sezonie 1994/1995 był zawodnikiem Bene Jehuda Tel Awiw, a w sezonie 1995/1996 grał w Maccabi Ironi Aszdod w drugiej lidze. W sezonie 1996/1997 ponownie występował w Bene Jehuda Tel Awiw, z którym zdobył Puchar Toto. Z kolei w latach 1997–1999 był zawodnikiem Hapoelu Jerozolima.
Latem 1999 roku Strauber przeszedł do Maccabi Tel Awiw. W sezonie 2002/2003 wywalczył z Maccabi swój jedyny w karierze tytuł mistrza Izraela. Wraz z Maccabi zdobył też trzy Puchary Izraela w latach 2001, 2002 i 2005. W 2006 roku odszedł do Maccabi Netanja. Grał w nim do lata 2009 i wtedy też wrócił do Maccabi Tel Awiw. Po dwóch sezonach gry w nim przeszedł do Maccabi Petach Tikwa.
| Sezon   | Klub                 | Kraj   | Rozgrywki   | Mecze | Bramki |
| ------- | -------------------- | ------ | ----------- | ----- | ------ |
| 1992/93 | Hapoel Tel Awiw      | Izrael | Liga Leumit | 15    | 0      |
| 1993/94 | Hapoel Kirjat Ono    | Izrael | Liga Arztit | ?     | ?      |
| 1994/95 | Bene Jehuda          | Izrael | Liga Leumit | 29    | 0      |
| 1995/96 | Maccabi Ironi Aszdod | Izrael | Liga Arztit | ?     | ?      |
| 1996/97 | Bene Jehuda          | Izrael | Liga Leumit | 23    | 0      |
| 1997/98 | Hapoel Jerozolima    | Izrael | Liga Leumit | 28    | 0      |
| 1998/99 | Hapoel Jerozolima    | Izrael | Liga Leumit | 29    | 0      |
| 1999/00 | Maccabi Tel Awiw     | Izrael | Liga Leumit | 24    | 0      |
| 2000/01 | Maccabi Tel Awiw     | Izrael | Liga Leumit | 25    | 0      |
| 2001/02 | Maccabi Tel Awiw     | Izrael | Liga Leumit | 32    | 0      |
| 2002/03 | Maccabi Tel Awiw     | Izrael | Liga Leumit | 33    | 0      |
| 2003/04 | Maccabi Tel Awiw     | Izrael | Liga Leumit | 33    | 0      |
| 2004/05 | Maccabi Tel Awiw     | Izrael | Liga Leumit | 21    | 0      |
| 2005/06 | Maccabi Tel Awiw     | Izrael | Liga Leumit | 31    | 0      |
| 2006/07 | Maccabi Netanja      | Izrael | Liga Leumit | 32    | 0      |
| 2007/08 | Maccabi Netanja      | Izrael | Liga Leumit | 33    | 0      |
| 2008/09 | Maccabi Netanja      | Izrael | Liga Leumit | 31    | 0      |
| 2009/10 | Maccabi Tel Awiw     | Izrael | Liga Leumit | 34    | 0      |
| 2010/11 | Maccabi Tel Awiw     | Izrael | Liga Leumit | 31    | 0      |
| 2011/12 | Maccabi Petach Tikwa | Izrael | Liga Leumit | 30    | 0      |
| 2012/13 | Maccabi Petach Tikwa | Izrael | Liga Leumit |       |        |

## Kariera reprezentacyjna
W reprezentacji Izraela Strauber zadebiutował 17 kwietnia 2002 roku w przegranym 1:3 towarzyskim meczu z Danią, rozegranym w Kopenhadze. Od 2002 do 2008 roku rozegrał w kadrze Izraela 8 meczów (wszystkie towarzyskie).
| Mecze i gole w reprezentacji | Mecze i gole w reprezentacji | Mecze i gole w reprezentacji | Mecze i gole w reprezentacji | Mecze i gole w reprezentacji | Mecze i gole w reprezentacji | Mecze i gole w reprezentacji |
| #                            | Data                         | Stadion                      | Rywal                        | Wynik                        | Gol                          | Rozgrywki                    |
| 2002                         | 2002                         | 2002                         | 2002                         | 2002                         | 2002                         | 2002                         |
| ---------------------------- | ---------------------------- | ---------------------------- | ---------------------------- | ---------------------------- | ---------------------------- | ---------------------------- |
| 1.                           | 17.04.2002                   | Kopenhaga, Dania             | Dania                        | 1:3                          | 0                            | towarzyski                   |
| 2.                           | 21.08.2002                   | Kowno, Litwa                 | Litwa                        | 4:2                          | 0                            | towarzyski                   |
| 3.                           | 05.09.2002                   | Luksemburg, Luksemburg       | Luksemburg                   | 5:0                          | 0                            | towarzyski                   |
| 4.                           | 20.11.2002                   | Skopje, Macedonia            | Macedonia Północna           | 3:2                          | 0                            | towarzyski                   |
| 2003                         |                              |                              |                              |                              |                              |                              |
| 5.                           | 05.03.2003                   | Ramat Gan, Izrael            | Mołdawia                     | 0:0                          | 0                            | towarzyski                   |
| 2004                         |                              |                              |                              |                              |                              |                              |
| 6.                           | 18.02.2004                   | Ramat Gan, Izrael            | Azerbejdżan                  | 6:0                          | 0                            | towarzyski                   |
| 2007                         |                              |                              |                              |                              |                              |                              |
| 7.                           | 17.10.2007                   | Ramat Gan, Izrael            | Białoruś                     | 2:1                          | 0                            | towarzyski                   |
| 2008                         |                              |                              |                              |                              |                              |                              |
| 8.                           | 19.11.2008                   | Ramat Gan, Izrael            | Wybrzeże Kości Słoniowej     | 2:2                          | 0                            | towarzyski                   |